# Castillo de Malsobaco
El castillo de Malsobaco fue una fortificación del actual municipio español de Paracuellos de Jarama, de la que hoy día apenas quedan unas ruinas.

## Descripción
Ubicado en lo alto de un promontorio, el castillo se encuentra dentro del término municipal madrileño de Paracuellos de Jarama. A la fortificación original, de carácter musulmán y pequeño tamaño, se la ha etiquetado como un «castillete», tipo sajra.
Las ruinas habrían quedado protegidas de forma genérica el 22 de abril de 1949, mediante un decreto publicado el 5 de mayo de ese mismo año en el Boletín Oficial del Estado con la rúbrica del dictador Francisco Franco y del ministro de Educación Nacional José Ibáñez Martín, que sostenía que «Todos los castillos de España, cualquiera que sea su estado de ruina, quedan bajo la protección del Estado». En la actualidad contarían con el estatus de Bien de Interés Cultural.